# Johanna Hagn
Johanna Hagn (ur. 27 stycznia 1973) – niemiecka judoczka. Brązowa medalistka olimpijska z Atlanty.
Zawody w 1996 były jej jedynymi igrzyskami olimpijskimi. Po medal sięgnęła w kategorii powyżej 72 kilogramów kilogramów. Zdobyła złoty medal mistrzostw świata w kategorii powyżej 72 kilogramów w 1993. Była medalistką mistrzostw kontynentu (złoto w 1997 w kategorii powyżej 72 kilogramów; srebro w 1996 w tej samej wadze; brąz w 2000 w wadze powyżej 78 kg) i wielokrotną medalistką mistrzostw Niemiec, m.in. 3 razy zostawała mistrzynią kraju seniorów. Startowała w Pucharze Świata w latach 1990, 1992, 1993, 1995–1997, 1999 i 2000.